# Мец-Виль-2
Мец-Виль-2 (фр. Metz-Ville-2) — упразднённый кантон во Франции, регион Лотарингия, департамент Мозель, округ Мец-Виль, часть города Мец.
Численность населения  кантона в 1999 году составляла 25245 человек. Код INSEE кантона — 5718. В результате административной реформы в марте 2015 года кантон упразднён.

## Географическое положение
Кантон Мец-Виль-2 занимал центральную часть города и соответствовал кварталам: Ансьян-виль, Белькруа и Плантьер-Кёлё.